# P2RY10
P2RY10 (P2Y purinoceptor 10) je protein je protein koji je kod ljudi kodiran  genom.
Protein kodiran ovim genom pripada familiji G-protein spregnutih receptora, koji su preferentno aktivirani nukleotidima adenozina i uridina. Poznate su dve alternativno splajsovane transkriptne varijante koje kodiraju istu proteinsku izoformu.

## Literatura
1. ↑  Adrian K, Bernhard MK, Breitinger HG, Ogilvie A (2000). „Expression of purinergic receptors (ionotropic P2X1-7 and metabotropic P2Y1-11) during myeloid differentiation of HL60 cells”. Biochim Biophys Acta. 1492 (1): 127—38. PMID 11004484.
2. ↑  Ralevic V, Burnstock G (1998). „Receptors for purines and pyrimidines”. Pharmacol Rev. 50 (3): 413—92. PMID 9755289.
3. 1 2  „Entrez Gene: P2RY10 purinergic receptor P2Y, G-protein coupled, 10”.

## Dodatna literatura
- Berchtold S; Ogilvie AL; Bogdan C;  . (2000). „Human monocyte derived dendritic cells express functional P2X and P2Y receptors as well as ecto-nucleotidases.”. FEBS Lett. 458 (3): 424—8. PMID 10570953. doi:10.1016/S0014-5793(99)01197-7.
- Strausberg RL; Feingold EA; Grouse LH;  . (2003). „Generation and initial analysis of more than 15,000 full-length human and mouse cDNA sequences.”. Proc. Natl. Acad. Sci. U.S.A. 99 (26): 16899—903. PMC 139241 . PMID 12477932. doi:10.1073/pnas.242603899.
- Gerhard DS; Wagner L; Feingold EA;  . (2004). „The status, quality, and expansion of the NIH full-length cDNA project: the Mammalian Gene Collection (MGC).”. Genome Res. 14 (10B): 2121—7. PMC 528928 . PMID 15489334. doi:10.1101/gr.2596504.
- Ross MT; Grafham DV; Coffey AJ;  . (2005). „The DNA sequence of the human X chromosome.”. Nature. 434 (7031): 325—37. PMC 2665286 . PMID 15772651. doi:10.1038/nature03440.